# Fendi (Argélia)
Fendi é uma vila na comuna de Béni Ounif, localizada no distrito de Béni Ounif, na província de Béchar, Argélia. A vila está localizada ao lado de um uádi no final de uma estrada local levando ao sul da sua interseção com a rodovia N6, a oeste de Béni Ounif. É 75 quilômetros (47 milhas) ao leste de Béchar e 32 quilômetros (20 milhas) ao sudoeste de Béni Ounif.